# 诺维亚应用科学大学

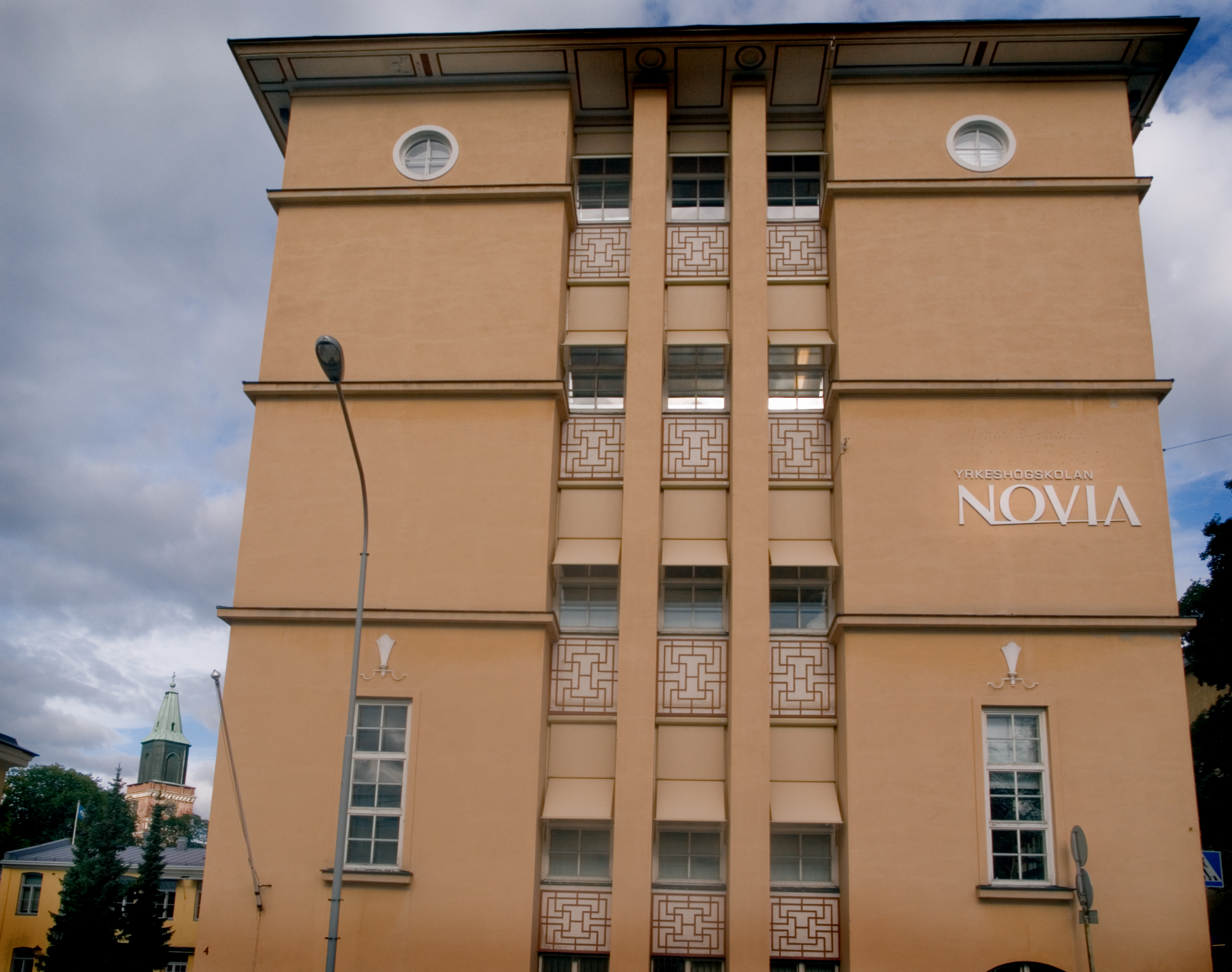
位于图尔库的教学楼

诺维亚应用科学大学（瑞典語：Yrkeshögskolan Novia），是芬兰的一所应用科学大学。该大学由芬兰教育文化部监督及认证，校区位于芬兰瓦萨、图尔库、拉塞博里及雅各布斯塔德。学生数量约为4500人，教职工320人。该校的教学语言为瑞典语，也有一些英语授课的学位项目。